# M. L. R. Karthikeyan

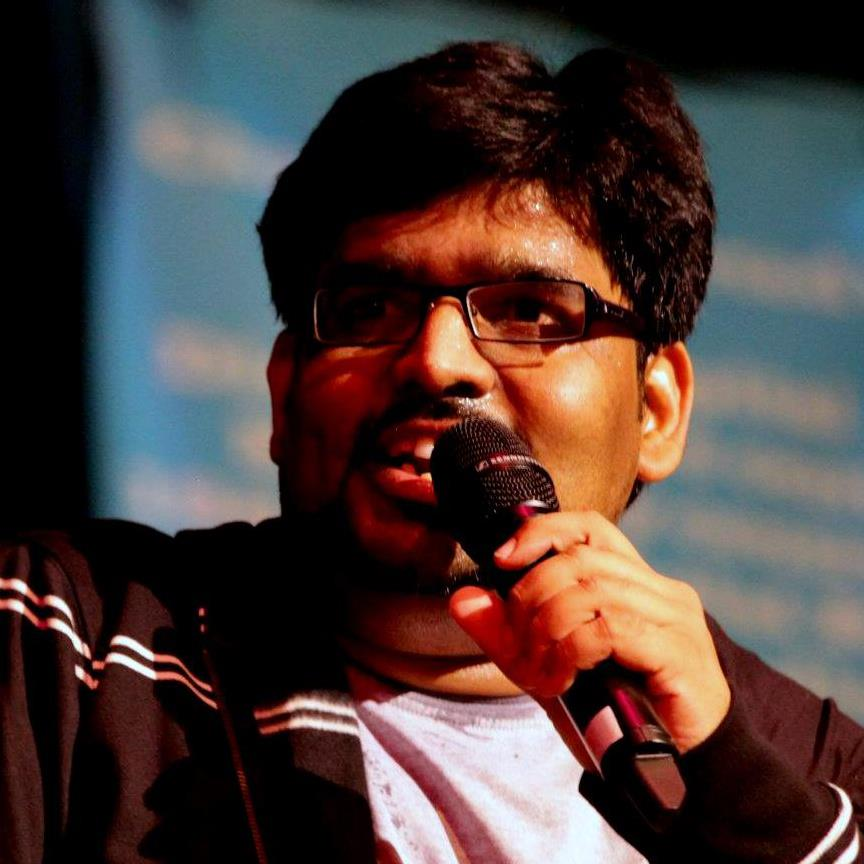
MLR Karthikeyan

MLR Karthikeyan (n. en Chennai el 30 de noviembre de 1982) es un cantante de playback o de reproducción indio. Con su voz ha participado en películas en lenguas tamil, telugu y canarés.

## Biografía
MLRKarthikeyan nació el 30 de noviembre de 1982 en Chennai. Su interés por la música comenzó cuando él tenía unos tres años de edad. Solía cantar temas musicales semiclásicos y soñaba con ser un cantante de playback o reproducción cuando era todavía muy pequeño.

## Carrera
Karthikeyan, estudió en la escuela de Sir M.Venkatasubba Rao en Theagaraya Nagar, en Chennai. Durante sus estudios se inspiró en el cantante Sri Devi Prasad, para interpretar unas de sus canciones en concursos interescolares y culturales. Más adelantye fue uno de los cantantes principales de una tropa de su escuela, en lo que ha participado en muchas competiciones. Karthikeyan, considera que esta experiencia que ha sido muy valiosa, ya que aumentó significativamente su confianza en sí mismo en la música.

## Discografía
| Canción                     | Película          | Director musical             | Idioma      | Personaje            |
| --------------------------- | ----------------- | ---------------------------- | ----------- | -------------------- |
| Dhinakku dhina dhiya        | Ishtam            | Thaman.S                     | Tamil       | Lead vocal           |
| Naan indru naanaai          | Ishtam            | Thaman.S                     | Tamil       | Lead vocal           |
| Nee vandhu ponal            | Chaplin samandhi  | Kannan                       | Tamil       | Lead vocal           |
| Unna kolla poren            | Aravaan           | Karthik                      | Tamil       | Lead vocal           |
| Kalavuda                    | Aravaan           | Karthik                      | Tamil       | Lead vocal           |
| Kadavulai kandal            | Mye               | Kannan                       | Tamil       | Lead vocal           |
| Bombay Ponnu                | Vedi (film)       | Vijay Antony                 | Tamil       | Lead vocal           |
| Maapilaiku thozhan naangada | Mallukattu        | Taj Noor                     | Tamil       | Lead vocal           |
| Venjinam venjinam ponga     | Kanchana Muni-2   | Thaman.S                     | Tamil       | Lead vocal           |
| Yenna solla pora            | Venghai           | Devi Sri Prasad collobration | Tamil       | Lead vocal           |
| Kambi Mathaapu              | Sevarkodi         | Sathya                       | Tamil       | Lead vocal           |
| Vada Vada Paiyya            | Kacheri Arambam   | D.Imman                      | Tamil       | Lead vocal           |
| Kannitheevu ponna           | Yuddham Sei       | K                            | Tamil       | Lead vocal           |
| Ethan Kelambittanya         | Ethan             | Taj Noor                     | Tamil       | Lead vocal           |
| Satta Sada Sada             | Aanmai Thavarael  | Mariya Manohar               | Tamil       | Lead vocal           |
| Veera Veera                 | Veera             | Thaman.S                     | Telugu      | Lead vocal           |
| Dol Dol Dol bhaje           | Mr.Perfect        | Devi Sri Prasad              | Telugu      | Lead vocal           |
| Yedho onnu solla            | Vigadakavi        | Radhan                       | Tamil       | Lead vocal           |
| Engey Engey                 | Asal              | Bharadwaj                    | Tamil       | Lead vocal           |
| Agni Kunjondru              | Vaada             | D.Imman                      | Tamil       | Lead vocal           |
| Vaa Pulla                   | Thambikottai      | D.Imaan                      | Tamil       | Lead vocal           |
| Freeya Vidu                 | Aaru              | Devi Sri Prasad              | Tamil       | Lead vocal           |
| Vedha Gosham                | Nandhi            | Bharadwaj                    | Tamil       | Lead vocal           |
| Rama Rajyam                 | Gaayam 2          | 'Isai Nyani' Ilaiyaraja      | Telugu      | Lead vocal           |
| Droham                      | Aaru              | Devi Sri Prasad              | Telugu      | Lead vocal           |
| Raja Raja Maharaja          | Maharaaja         | D. Imman                     | Tamil       | Lead vocal           |
| Kummi Pattu ponnu           | Maathi Yosi       | Gurú Kalyan                  | Tamil       | Lead vocal           |
| Yanai Katti                 | Irandu Mugam      | Bharadwaj                    | Tamil       | Lead vocal           |
| Ready sooryane              | Raam              | Hari Krishna                 | Kannada     | Lead vocal           |
| Myna Myna                   | Mynaa             | D.Imman                      | Tamil       | Lead vocal (humming) |
| Dol Dol Bhaje               | Mr.Perfect        | Devi Sri Prasad              | Telugu      | Lead vocal           |
| kangalu Kanalide            | Matte Mungaru     | X-Paulraj                    | Kannada     | Lead vocal           |
| Setta dhaan setta dhaan     | Anbulla Drohi     | Nandha                       | Tamil       | Lead vocal           |
| Aasai patta ellathayum      | Vyabari           | Deva                         | Tamil       | Lead vocal           |
| Arima Arima                 | Enthiran          | A. R. Rahman                 | Tamil       | Backup vocal         |
| Tension Odhu Mama           | Aaru              | Devi Sri Prasad              | Telugu      | Lead vocal           |
| Veera Veera                 | Veera             | Thaman.S                     | Telugu      | Lead Vocal           |
| Jalleda Jalleda             | Prema             | Krishna Teja                 | Telugu      | Lead vocal           |
| Pondatti Thevai             | Sun TV Title Song | X-Paulraj                    | Tamil       | Lead Vocal           |
| Marudamalai                 | Marudamalai       | D.Imman                      | Tamil       | Lead vocal           |
| Manasil Ulla                | Kavasam           | Mariya Manohar               | Tamil       | Lead vocal           |
| Oram po                     | Aintham padai     | D. Imman                     | Tamil       | Lead vocal           |
| Kadavule Kadavule           | Kacheri Arambam   | D.Imman                      | Tamil       | Lead vocal (humming) |
| Ulagile Kaatru              | Ragasiya Rasiga   | Sridhar                      | Tamil Album | Lead vocal           |
| Adi aathadi                 | Ragasiya Rasiga   | Sridhar                      | Tamil Album | Lead vocal           |
| Oliyea Oliyea               | Vizhiyum Saeviyum | Samy Yusuf                   | Tamil Album | Lead vocal           |
| Nenkudithey                 | Kandireega        | Thaman.S                     | Telugu      | Lead Vocal           |
| Kodiyavanin                 | Kanchana          | Thaman.S                     | Telugu      | Lead Vocal           |
| Chiti chiti                 | Kodi punju        | Anup                         | Telugu      | Lead Vocal           |
| Kanthreega                  | Kanthireega       | Thaman.S                     | Telugu      | Lead vocal           |
| Karigene Karigene           | Vachadu Gelichadu | Thaman.S                     | Telugu      | Lead vocal           |
| Sri Anjaneyam               | Oosaravelli       | Devi Sri Prasad              | Telugu      | Lead Vocal           |

## Premios
- 2011: Kannadasan Awards, Tamil - Kannitheevu Ponna (Yudham Sei).[cita requerida]
- 2010: Mirchi Music Awards, Best Upcoming Playback Singer - Kannada - Kangalu Kanalive (Mathe Mungaru).[cita requerida]